# Entella (animal)
Entella es un género de mantis de la familia Mantidae.

## Especies
Las especies de este género son:
- Entella angolensis
- Entella angolica
- Entella brunni
- Entella congica
- Entella delalandi
- Entella exilis
- Entella femina
- Entella grandis
- Entella machadoi
- Entella maesta
- Entella meruensls
- Entella minor
- Entella natalica
- Entella nebulosa
- Entella obscura
- Entella orientalis
- Entella personata
- Entella pusilla
- Entella reussi
- Entella rudebecki
- Entella rukwaensis
- Entella stegmanni
- Entella taborana
- Entella transvaalica
- Entella vitticeps